# Luis Lasarte Ferreyros
Luis Guillermo Lasarte Ferreyros (Lima, 29 de setiembre de 1910 - Lima, 23 de junio de 2001) fue un político, diplomático y genealogista peruano. Fue ministro de Justicia y Culto en el primer gobierno de Fernando Belaunde, de febrero a junio de 1968. Ejerció también diversos cargos diplomáticos en los dos gobiernos de dicho presidente. Escribió obras sobre genealogía y heráldica, y es considerado uno de los mayores expertos de dichas materias en el Perú.

## Biografía
Nació en Lima, siendo hijo de Enrique Lasarte Vanderalmey (docente universitario) y Luisa Ferreyros Ibarra. Cursó sus estudios escolares en el Colegio Sagrados Corazones Recoleta y los superiores en la Universidad Católica y en la Universidad Mayor de San Marcos.
En los años 1930 fue dirigente estudiantil del partido Unión Revolucionaria, cuyo comité ejecutivo nacional integró en 1936. También incursionó en el periodismo, como colaborador del diario La Prensa durante cinco años. En algunas ocasiones sufrió persecución y arresto.
En las elecciones generales de 1945 fue candidato a diputado por la provincia de Yauyos en la lista del general Eloy Ureta. En 1965 se afilió al partido Acción Popular (en ese entonces el partido gobiernista) y en 1968 fue miembro del Plenario Nacional.
Ejerció el cargo de subprefecto en tres provincias, de manera consecutiva: Cañete, Trujillo y Santa. Entre 1965 y 1967 fue prefecto del departamento de Lima.
También desempeñó cargos diplomáticos: fue secretario de las embajadas en Italia y España; y cónsul general en Santiago de Chile, Montevideo, Oregon, Colón, Sao Paulo y Buenos Aires.
El 23 de febrero de 1968 juramentó como ministro de Justicia y Culto ante el presidente Fernando Belaunde Terry, que estaba en su primer gobierno. Reemplazó al renunciante José Morales Urresti, incorporándose como miembro del consejo de ministros presidido por Raúl Ferrero Rebagliati.
Tras el golpe militar de 1968, el gobierno del general Juan Velasco Alvarado lo relevó de su cargo diplomático en Buenos Aires. Durante los doce años que duró el régimen militar en sus dos fases (1968-1980), fue impedido de ejercer la función diplomática, afectando así a su carrera.
En 1980, con la restauración de la democracia, fue convocado por el canciller Javier Arias Stella como asesor del despacho ministerial, siendo restituidas sus prerrogativas.
En 1981 viajó a España en la misión encabezada por el embajador Miguel Mujica Gallo, como asesor y ministro en asuntos culturales. A su regreso al Perú fue designado secretario general y viceministro de Relaciones Exteriores. Poco después se jubiló con el rango de embajador del Servicio Diplomático.
Fue miembro fundador y de honor del Instituto Peruano de Investigaciones Genealógicas, miembro del Instituto Peruano de Cultura Hispánica y de otros institutos culturales en el exterior. Es considerado como uno de los más acreditados expertos en genealogía y heráldica en el Perú.

## Condecoraciones
Se le concedió las siguientes condecoraciones:
- Caballero de la Orden del Mérito de la República de Chile (1934)
- Caballero de la Orden de la República Española (1933)
- Oficial de la Orden del Cóndor de los Andes de la República de Bolivia (1936)
- Gran Cruz de la Orden del Servicio Civil del Estado peruano (1968)
- Gran Cruz de la Orden de Cruzeiro do Sul del Brasil (1981)
- Gran Cruz de la Orden El Sol del Perú (1981)[6]

## Publicaciones
- Apuntes sobre cien familias establecidas en el Perú (Lima, 1993)[7]